# 部分と全体
『部分と全体』（ぶぶんとぜんたい、 Der Teil und das Ganze：Gespräche im Umkreisder Atomphysik、英題 Physics and Beyond）は、不確定性原理を発見したドイツの物理学者ヴェルナー・ハイゼンベルクが1971年に著した自伝。原著には、「素粒子物理学の範囲についての対話」という副題がついている。邦訳とは副題が異なる。また邦訳には、湯川秀樹の序文が付いている。日本語訳はみすず書房刊。

## 執筆の背景
この書の誕生の背景について、この書の後半で対話の主な相手として登場するカール・フリードリヒ・フォン・ヴァイツゼッカーが、ハイゼンベルクの70歳を記念して出版された論文集の中の彼の寄稿の中で次のように述べている。
戦後の20年間くらいの間、ハイゼンベルク何度となくヴァイツゼッカーに「チェスの選手権試合」というあだ名を付けた本を一緒に書かないかと誘われていたという。その本は、彼らの思考に大きな変革をもたらした近代物理学の哲学的な本質を、伝統的な哲学の諸流派、トマス神学、実証主義、カント哲学、ヘーゲルの哲学、プラトン主義などの哲学体系と比較しながら徹底的に議論しようというものだったという。ヴァイツゼッカーは、専門家でもないのにそれらの哲学の代表として、ハイゼンベルクと議論しなければならないということで、思うようにその準備が整わず、伸ばし伸ばしにして、ハイゼンベルクを失望させてしまい、しびれを切らしたハイゼンベルクが、１人でこのプラトンの対話篇のようなかたちを採った一種の自伝を書くことになったという。

## 内容
上記の執筆動機の中にあるトマス神学、実証主義、カント哲学、ヘーゲル哲学、プラトン主義が、現代の素粒子物理学にどのようなヒント、刺激が与えられたかを語りながら、その間にハイゼンベルクの生涯のさまざまな場面での友人や恩師たちとの出会いと対話の思い出が挿入されている。
自身と物理学との関わりの他、ナチスに協力したのではないかとの嫌疑に対する弁明や戦争に対する洞察が書かれている。また、アインシュタイン、ボーア、パウリ、ディラックといった20世紀の物理学を代表する巨匠たちとの対話が綴られており、彼らの考え方やエピソードを知ることもできる。
この本は、1969年にドイツ語で刊行された後、1971年に英語版Physics and Beyond、1972年にフランス語版La partie et le toutが刊行されている。

## 各章の概要
1 原子学説との最初の出会い  (1919-20年)
第一次大戦が終わった。高校卒業前に友人と対話。二酸化炭素は炭素原子1つと酸素原子2つが結合したものだという。この説明に使われる「原子価」とはどういう意味なのだろう？
2 物理学研究への決定  (1920年)
ミュンヘン大学に入学。教授はアルノルト・ゾンマーフェルト。ヴォルフガング・パウリと友人となる。パウリは相対性理論について論文を書いたが、それより原子論の方がおもしろそうだと言う。
3 現代物理学における"理解する"という概念  (1920-1922年)
ニールス・ボーアの原子モデルでは、原子の中の電子は、ある量子起動から他の軌道へ突然跳び移って、その際に自由になったエネルギーが一つの光量子になるのだという。しかし古典物理学上、回転軌道の荷電粒子はエネルギーを失い原子核に落ち込むはずでは？という問題があった。
4 政治と歴史についての教訓  (1922-1924年)
コペンハーゲンのボーアの研究所へ。物理学の話ではなく、第一次大戦を始めた時のドイツ人の精神状態、中立国への侵攻などの議論になった。
5 量子力学およびアインシュタインとの対話  (1925-1926年)
休暇をとりヘルゴラント島へ。極微のエネルギーは離散値だ。同様に位置も離散値とし、反応前後の位置変化を伴う状態変化を縦横行列として表現する、行列力学を発見。原子内で電子の軌道を考える事は断念。この点をアルベルト・アインシュタインが批判する。
6 新世界への出発  (1926-1927年)
エルヴィン・シュレディンガーが波動方程式を提唱。一方ハイゼンベルクは、電子の位置や速度を正確に決定する事はできるのか？不正確ならば、不正確さをどこまで小さくできるか？という問題を考察。ちょっとした計算で答えが出た（不確定性原理）。
7 自然科学と宗教の関係についての最初の対話  (1927年)
アインシュタインはよく神について語るが、いったいどういう意味か。パウリによれば、「物の秩序を自然法則の簡明さの中に感知する」という。
8 原子物理学と実用主義的な思考方法  (1929年)
アメリカでバートンと対話。20世紀の新物理学は古典物理学の改良と言っていいか？ハイゼンベルクは、改良というより根本的な変更だ言う。
9 生物学、物理学および化学の間の関係についての対話  (1930-1932年)
アインシュタインは統計力学的な熱学をよく知っているのに、どうして量子力学の統計的な性質を受け入れないのか？この疑問から、いろんな自然科学の思考法についての議論。
10 量子力学とカント哲学 (1930-1932年)
カール・フリードリッヒ・フォン・ワイツェッカーが登場。グレーテ・ヘルマンとの対話。科学は因果律を探求するものであり、それを放棄した量子力学は科学と言えないのでは？と問題提起。
11 言葉についての討論 (1933年)
ジェームズ・チャドウィックが中性子を発見した。では原子核の中で陽子と中性子はなぜくっついていられるのか？ポール・ディラックが発見した陽電子で説明が可能だろうか？
12 革命と大学生活 (1933年)
アドルフ・ヒトラーが首相となり、ユダヤ人追放を開始。これは不正だ。自分はどうすべきか、マックス・プランクに意見を求める。
13 原子技術の可能性と素粒子についての討論 (1935-1937年)
ハンス・ハインリッヒ・オイラーと議論。ディラックが発見したように、光量子は一対の電子と陽電子に変わりうる。ではエネルギーの大きな素粒子の衝突では何が起こるだろうか。
14 政治的破局における個人の行動 (1937-1941年)
オットー・ハーンが核分裂を発見。ドイツがポーランドへ侵攻し、第二次世界大戦がはじまる。原子エネルギーの技術的応用の研究を命じられた。
15 新しい門出への道 (1941-1945年)
われわれは原理的には原子爆弾を作り得ると知っていた。しかし莫大な出費が必要と考えていた。結局原子爆弾の製造は命令されなかった。そして敗戦。
16 研究者の責任について (1945-1950年)
原子爆弾が広島市に投下されたと聞いた。最もひどいショックを受けたのは、オットー・ハーンだった。この不幸について、われわれはみな共犯なのだろうか？
17 実証主義、形而上学、宗教 (1952年)
論理実証主義について論議。われわれは、自分がほんとうに考えているものとぴたり一致しないような描像や比喩を使って話をする事を強いられる、とボーアの言。
18 政治と科学における論争 (1956-1957年)
コンラート・アデナウアーが核武装の権利を示唆。そこでワイツェッカーが中心となり、ゲッティンゲンの18人の科学者が、核兵器研究への協力拒否のゲッチンゲン宣言。
19 統一場の理論 (1957-1958年)
リーとヤンは、パリティ非保存を発見。ハイゼンベルクはこれを含む統一場の理論作成を試みる。パウリが死んだ。
20 素粒子とプラトン哲学 (1961-1965年)
統一場の理論の考察が続く。